# Daniel Golubovic
Daniel Golubovic (* 29. November 1993 in Torrance, Kalifornien) ist ein australischer Leichtathlet US-amerikanischer Herkunft, der sich auf den Zehnkampf spezialisiert hat und der seit Juli 2020 für Australien startberechtigt ist.

## Sportliche Laufbahn
Daniel Golubovic wuchs in Kalifornien in den Vereinigten Staaten auf und studierte bis 2016 an der University of California, San Diego sowie anschließend an der Duke University. 2022 konnte er bei den Ozeanienmeisterschaften in Mackay seinen Zehnkampf nicht beenden und anschließend gelangte er bei den Weltmeisterschaften in Eugene mit 8071 Punkten auf Rang 14. Daraufhin gewann er bei den Commonwealth Games in Birmingham mit 8197 Punkten die Silbermedaille hinter dem Grenader Lindon Victor. Im Jahr darauf wurde er beim Hypomeeting in Götzis mit 8301 Punkten Sechster und gelangte dann bei den Weltmeisterschaften in Budapest mit 8141 Punkten auf den zwölften Platz. 2024 gewann er bei den Ozeanienmeisterschaften in Suva mit 8002 Punkten die Silbermedaille hinter seinem Landsmann Ashley Moloney, ehe er bei den Olympischen Sommerspielen in Paris mit 7566 Punkten auf dem 19. Platz landete.

## Persönliche Bestleistungen
- Zehnkampf: 8336 Punkte, 19. Dezember 2021 in Brisbane
  - Siebenkampf (Halle): 5433 Punkte, 25. Januar 2019 in New York City